# Hypnum sentosum
Hypnum sentosum là một loài Rêu trong họ Hypnaceae. Loài này được Sull. mô tả khoa học đầu tiên năm 1861.